# Hemacroneuria
Hemacroneuria is een geslacht van steenvliegen uit de familie borstelsteenvliegen (Perlidae). De wetenschappelijke naam van het geslacht is voor het eerst geldig gepubliceerd in 1909 door Günther Enderlein.

## Soorten
Hemacroneuria omvat de volgende soorten:
- Hemacroneuria malickyi Stark & Sivec, 2008
- Hemacroneuria marginalis Stark & Sivec, 2008
- Hemacroneuria violacea Enderlein, 1909